# Wirus choroby czarnych mateczników
Wirus czarnych mateczników (ang. black queen cell virus) to wirus atakujący pszczoły miodne, a dokładnie Apis mellifera, Apis florea, oraz Apis dorsata. Przypadki zarażenia ostatnich dwóch gatunków pojawiły się stosunkowo niedawno i są skutkiem podobieństwa genetycznego i bliskości geograficznej. Ważne jest poznanie tego wirusa, ponieważ jest on najpowszechniejszym wirusem dotykającym pszczoły, które z kolei są najważniejszymi zapylaczami. Przemysł rolny w dużej mierze polega na ich udziale w zapylaniu roślin uprawnych.

## Opis
Wirus czarnych mateczników został po raz pierwszy opisany w roku 1977, jednak jego genom został zsekwencjonowany dopiero w 2000 r. BQCV obecnie najczęściej występuje w  Australii i niektórych regionach Afryki Południowej. BQCV w widoczy sposób działa na poczwarki matek pszczelich, powodując najpierw ich żółknięcie, a następnie czernienie i śmierć. Poczwarki te pochodzą od matek, które zdają się zdrowe i nie przejawiają objawów infekcji wirusem. Mimo że objawy występują wyłącznie u larw i poczwarek, dorosłe osobniki mogą być zarażone bezobjawowo. Wektorem wirusa jest pasożyt Nosema apis, żyjącym w jelitach pszczół miodnych BQCV może też przenosić się na larwy z karmicielek podczas karmienia, oraz między ulami, gdy pszczoły podróżują między nimi, lub zarażona matka zostaje przeniesiona. Nie istnieje obecnie szczepionka, ani forma terapii zdolna wyleczyć dotknięte pszczoły, więc higiena jest najlepszym sposobem zapobiegania rozprzestrzenianiu wirusa. Do praktyk sanitacyjnych należy wymiana plastra i wymiana królowej na zdrową.

### Klasyfikacja
BQCV należy do rzędu Picornavirales Rodziny rodziny w tym rzędzie to include Picornaviridae, Comoviridae, Dicistroviridae, Marnaviridae, oraz Sequiviridae.  BQCV należy do Dicistroviridae, co oznacza, że jest wirusem stawonogów. Do rodziny tej należy 12 wirusów z rodzaju Cripavirus, oraz inne z rodzajów Aparavirus i Triatovirus.

### Struktura
Wirus czarnych mateczników zawiera 60 kopii białek kapsydowych VP1, VP2 i VP3. Kapsyd jest zewnętrzną powłoka wirusa, zawierającą jego materiał genetyczny. Białka VP4, które czasem w nim występują, nie maja wpływu na jego zaraźliwość, ani zdolność transmisji. Powierzchnia wirionu ma duże wypustki złożone z VP1 i VP3, zlokalizowane pomiędzy 5- i 3- krotnymi osiami dwudziestościennego kapsydu, złożonego z trójkątnych ścian ułożonych w bryłę przypominającą sferę. Osie znajdują się na stykach tych ścian.
Z racji obecności tych wypustek, BQCV jest większy niż większość picornawirusów. Kapsyd posiada też płaskowyże wokół osi 3-krotnych i zagłębieniami wokół osi dwukrotnych.

### Genom
BQCV jest bezotoczkowym wirusem RNA. posiada liniowy, jednoniciowy, sensowyny genom, zamknięty w w.w. ikosahedralnym kapsydzie.
jego genom zawiera 8550 nukleotydów i jest poliadenylowany, co oznacza, że zakończony jest ogonem adeninowym. Genom BQCV ma dwie otwarte ramki odczytu (ORF), czyli ciągi kodomów zawierające kodon start (zwykle AUG) i stop (zwykle UAA, UAG lub UGA).
ORF1 i ORF2  kodują poliproteiny zawierające, odpowiednio, podjednostki niestrukturalne i strukturalne (tworzące kapsyd).

### Cykl replikacyjny
Replikacja BQCV przebiega w taki sam sposób, jak u reszty rodziny Dicistroviridae.

#### Penetracja komórki
Wirus wnika do komórki poprzez zależną od klatryny endocytozę. Wirus wiąże się z receptorem, pobudzając komórkę do wpuklenia błony komórkowej i  utworzenia pęcherzyka opłaszczonego klatryną. Wewnątrz komórki, wirus uwalnia swoje RNA do cytoplazmy.

#### Replikacja
U dicistrovirusów, białko 5’ VPg indukuje syntezę RNA wirusowego i działa jako inhibitor translacji komórkowego mRNA, co pomaga w translacji mRNA wirusa. ORF1 blokuje enzymy replikacyjne, a dokładnie RNA-zależną polimerazę RNA. Genom wirusa posiada pozytywna nić RNA, która służy jako matryca do syntezy nić ujemną, która, z kolei, służy do syntezy kopii RNA genomowego.

### Interakcja wirusa z gospodarzem
Głównymi nosicielami wirusa są pszczoły z rodzaju Apis. Obecnie występuje też u niektórych trzmieli. Wirus ma największy wpływ na zdolność rozmnażania gospodarza. Zarażony osobnik produkuje młode, ale nie są one zdolne do przeżycia. Wirus blokuje też produkcję mRNA nosiciela, by produkować własne.
Kolejną istotna interakcja jest odporność na mechanizmy obronne komórek gospodarza. Wirus zawdzięcza ją czapeczce na końcu 5' swojego genomu. Struktura ta pełni wiele funkcji, takich jak ochrona mRNA przed degradacją, zapewnianie sprawnej translacji i pomaga w transporcie mRNA z cytoplazmy do jądra, gdzie zachodzi replikacja. Możliwe jest zbadanie tych interakcji dzięki zdolności naukowców do wywoływania mutacji w genomie wirusa i analizy jego efektów.

### Powiązane choroby
Z BQCV wiąże się wiele chorób i patogenów.
Pszczoły porażone przez Nosema apis.mają znacznie większą szansę na zarażenie BQCV. Nosemoze leczy się środkiem Flumidil-B.
Wirus woreczkowatego czerwiu (SBV) objawia się w podobny sposób, ale dotyka robotnic, a nie matek.
Wirus choroby czarnych mateczników podobny jest do kołku innych wirusów z rodziny Dicistroviridae. Kaszmirski wirus pszczół (KBV), Izraelski wirus ostrego paraliżu (IAPV), oraz wirus ostrego paraliżu pszczół (ABPV) są z nim blisko spokrewnione, ale mają mniej łatwe w definicji objawy.
Strukturalnie BQCV najbardziej przypomina TrV i iflawirusy Iflawirusy także porażają owady.
Najbardziej podobne do BQCV wirusy ludzkie to Wirus zapalenia wątroby typu A i ludzki parechowirus. Oba należą do rodziny  Picornaviridae i mogą “mogą tworzyć ewolucyjne formy pośrednie pomiędzy wirusami owadzimi i ludzkimi”.

### Interakcje
BQCV wchodzi w interakcję z pasożytami, zwiększając śmiertelność gospodarzy. Pasożyty, zwłaszcza Varroa destructor, są często spotykane w koloniach zakażonych wirusami. Pasożyty mogą aktywować wirusa jeśli jest uśpiony, a także działać jako wektor. Obie te funkcje pasożytów w porażonych koloniach skutkują szybszym rozprzestrzenianiem i większą śmiertelnością wirusa.
Niektóre wirusy Dicistroviridae stosuje się jako środki zwalczania szkodników. Przykładami są wirusy CrPV, stosowany w kontroli muszki oliwkowej i  HaSV, używany do zwalczania słonecznicy orężawki.Wirus choroby czarnych mateczników nie jest tak stosowany, ze względu na duże znaczenie pszczół dla środowiska i przemysłu.